# قلعه ناگورومی
قلعه ناگورومی (به ژاپنی: 名胡桃城, Nagurumi-jō) یک قلعه ژاپنی، در استان گونما، ژاپن است. این قلعه از نظر تاریخی نقش مهمی را ایفا می‌کند زیرا حمله خاندان هوجوی اخیر به این قلعه بود که منجر به محاصره اوداوارا (۱۵۹۰) شد.
این قلعه اکنون فقط خرابه است، فقط برخی از خندق‌ها و کارهای خاکی باقی مانده‌است. این قلعه در سال ۲۰۱۷ به عنوان ادامه صد قلعه برتر ژاپنی ذکر شده‌است.

## تاریخچه
پس از نابودی خاندان تاکدا در سال ۱۵۸۲، خاندان سانادا و خاندان هوجوی اخیر، که پس از شورش تنشو جینگو به استقلال رسیده بودند، بر سر سرزمین‌های نوماتا، گونما و آزوما جنگیدند. این قلعه به عنوان پشتیبان قلعه نوماتا بود و سپاه خاندان هوجوی اخیر که به آن حمله کرده بود از آن عقب رانده شد.

### حادثه قلعه ناگورومی
در پانزدهمین سال از دوره تنشو، تویوتومی هیده‌یوشی با صدور یک دستور، نبردهای خصوصی بین دایمیوها را ممنوع کرد. خاندان توکوگاوا، هوجو و سانادا همگی تحت تسلط هیده‌یوشی قرار گرفتند. اختلاف در مورد مالکیت قلمروی نوماتا در هفدهمین سال از دوره تنشو مورد قضاوت قرار گرفت، و یک سوم از کل منطقه شامل قلعه ناگورومی، که سانادا ماسایوکی ادعا می‌کرد «سرزمین مقبره‌های اجدادی» خاندان سانادا است، قلمروی سانادا شد، و بقیه منطقه به مرکزیت قلعه نوماتا که دو سوم منطقه را تشکیل می‌داد به عنوان قلمروی هوجو تعیین شد. در ژوئیه همان سال، تسودا موری تسوگی و تومیتا ایپاکو ملازمان هیده‌یوشی و ملازم توکوگاوا ایه‌یاسو، ساکاکی‌بارا یاسوماسا به نوماتا فرستاده شدند و قلعه نوماتا به خاندان هوجو تحویل داده شد.
در روز سوم از ماه یازدهم همان سال خاندان هوجو با فریب دادن ملازم خاندان سانادا موفق شد قلعه ناگورومی را تصرف کند. رهبر خاندان سانادا، سانادا ماسایوکی از طریق توکوگاوا ایه‌یاسو، شکایت نامهٔ خود را در مورد تصرف این قلعه به تویوتومی هیده‌یوشی رساند. هیده‌یوشی حق را به خاندان سانادا داد و به خاندان هوجو دستور داد تا قلعه را بازپس دهد اما خاندان هوجو از این دستور پیروی نکرد. پس از آن در ماه سوم سال ۱۵۹۰ هیده‌یوشی برای مجازات و شکست خاندان هوجو لشکرکشی و محاصره قلعه اصلی این خاندان را انجام داد که سرانجام به نابودی خاندان هوجو ختم شد.